# صوفيا كوبولا
صوفيا كوبولا (بالإنجليزية: Sofia Coppola)‏ مواليد 14 مايو 1971 في نيويورك، هي ممثلة وكاتبة سيناريو و مخرجة أمريكية بدأت مسيرتها الفنية عام 1972. كما أنها من المرشحات لجوائز الأوسكار وجائزة غولدن غلوب.

## الأعمال
- ضائع في الترجمة
- ماري أنطوانيت
- مكان ما
- حلقة بلينج
- العراب
- العراب (الجزء الثاني)
- العراب (الجزء الثالث)
- حرب النجوم الجزء الأول: تهديد الشبح

## وصلات خارجية
- The Coppola Smart Mob نيويورك تايمز Magazine cover article
- صوفيا كوبولا على موقع IMDb (الإنجليزية)
- صوفيا كوبولا على موقع ميتاكريتيك (الإنجليزية)
- صوفيا كوبولا على موقع الموسوعة البريطانية (الإنجليزية)
- صوفيا كوبولا على موقع روتن توميتوز (الإنجليزية)
- صوفيا كوبولا على موقع مونزينجر (الألمانية)
- صوفيا كوبولا على موقع قاعدة بيانات الأفلام العربية
- صوفيا كوبولا على موقع ألو سيني (الفرنسية)
- صوفيا كوبولا على موقع ميوزك برينز (الإنجليزية)
- صوفيا كوبولا على موقع تيرنر كلاسيك موفيز (الإنجليزية)
- صوفيا كوبولا على موقع أول موفي (الإنجليزية)